# عزلة المحابشة (حجة)

تعديل مصدري - تعديل

عزلة المحابشة هي إحدى عزل مديرية المحابشة في محافظة حجة اليمنية ويبلغ تعداد سكانها 14746 نسمة حسب التعداد السكاني في اليمن لعام 2004م.